# 小暗斑
小暗斑（しょうあんはん、英: Small Dark Spot,Dark Spot 2,The Wizard's Eye）とはかつて海王星の南半球に存在していたサイクロンである。1989年にボイジャー2号が海王星における2番目の最も激しい嵐として撮影した。しかし、小暗斑は1994年に消滅した。

## 画像

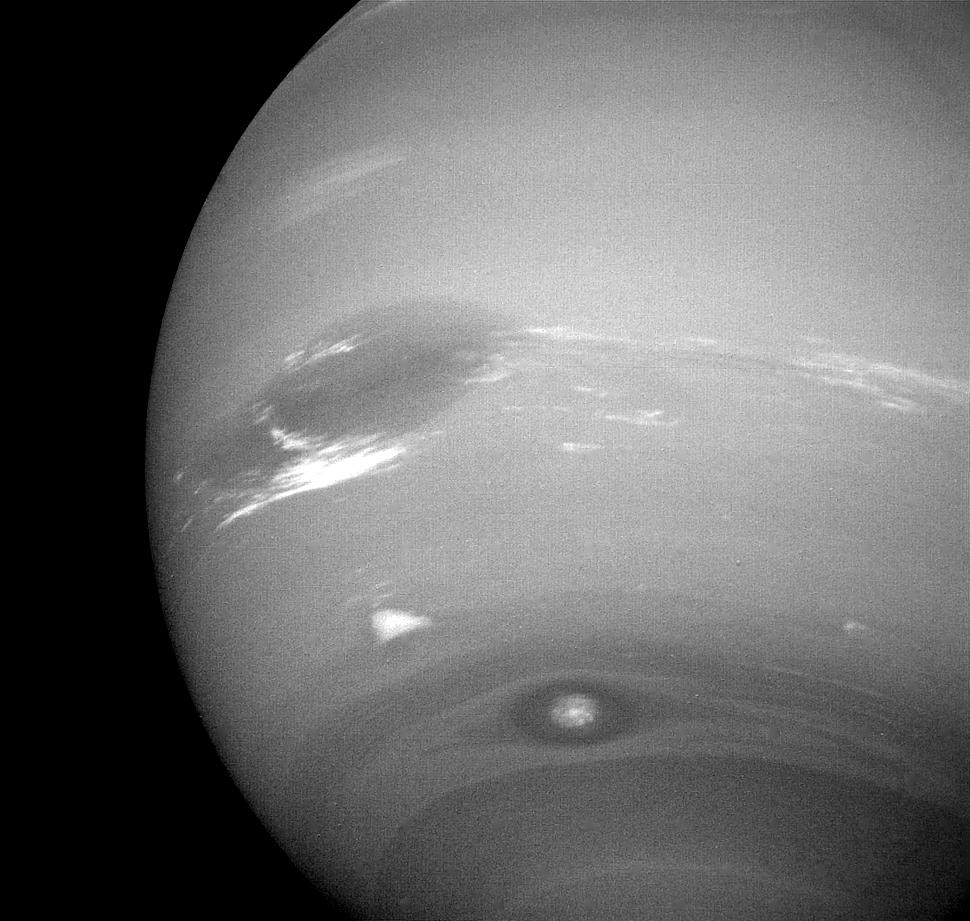
大暗斑（上部）、ザ・スクーター（中部にある白い雲）、小暗斑（下部）
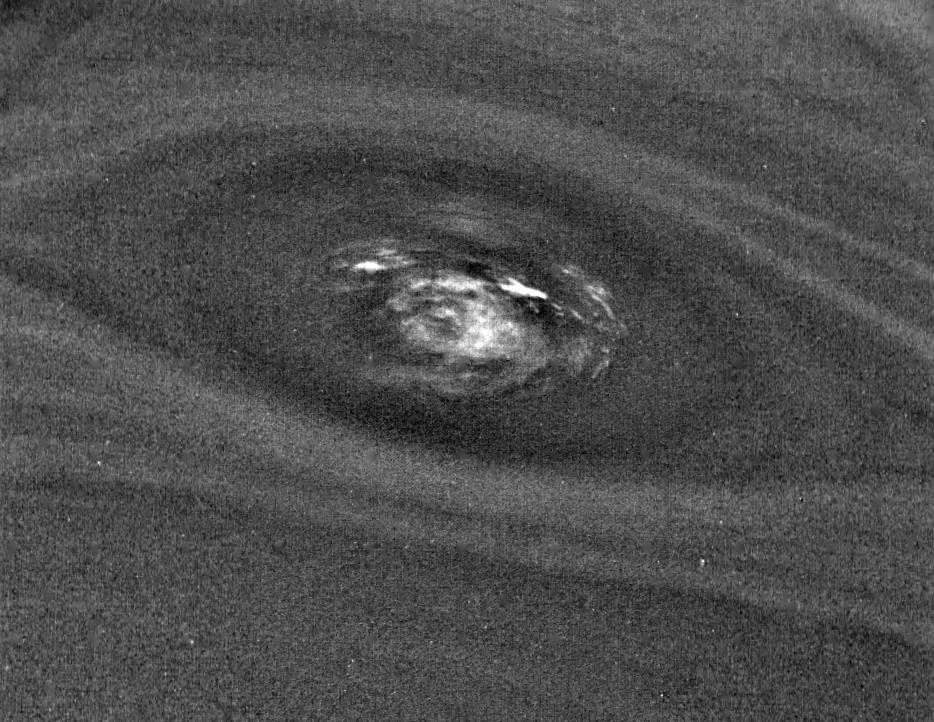
小暗斑の高解像度写真